# Železniční doprava ve Spojených státech amerických
Železniční doprava ve Spojených státech amerických se skládá převážně z nákladní přepravy, zatímco osobní doprava, kdysi velká a životně důležitá součást národní sítě pro přepravu osob, představuje pouze minoritní část. Jedná se o opačný poměr železniční dopravy ve srovnání se spoustou jiných zemí.

## Dějiny

### 1720–1825
Železnice byla údajně používána při stavbě francouzské pevnosti v Louisburgu v Novém Skotsku v roce 1720. Mezi léty 1762 a 1764, ke konci francouzsko-indiánské války, byla britskými vojenskými inženýry postavena gravitační železnice do strmého terénu při srázu vodopádu na řece Niagara v Lewistonu ve státě New York.

### 1826–1850

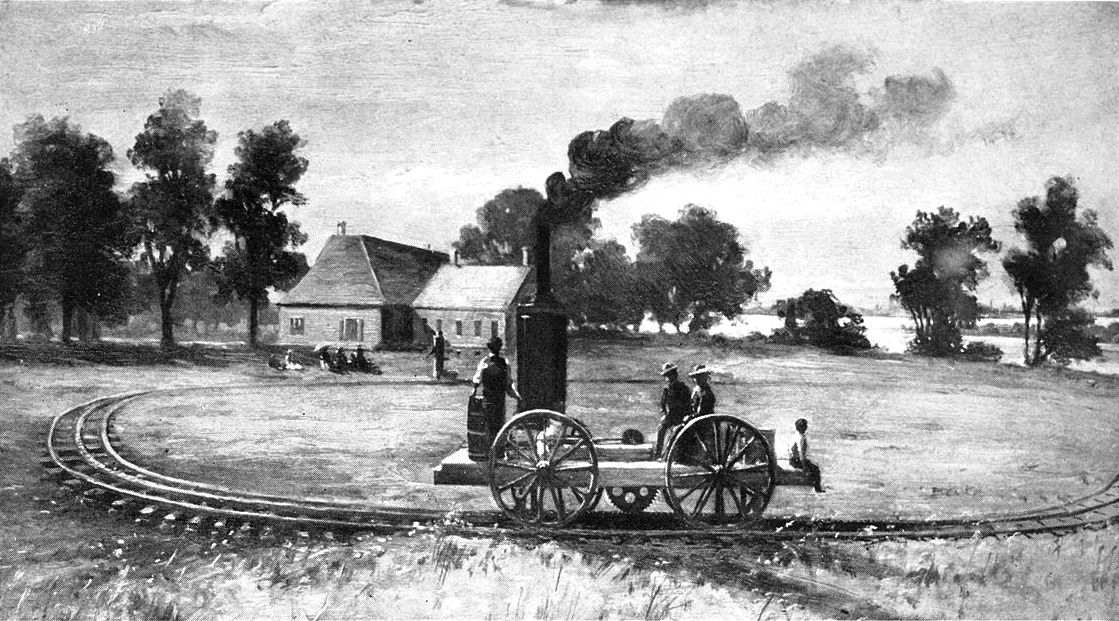
První americká lokomotiva na železnici v Castle Point, kresba, cca 1826

Během tohoto období Američané pozorně sledovali vývoj železnice ve Velké Británii. Hlavní konkurencí byly lodní doprava v kanálech, z nichž mnohé byly v provozu ve státním vlastnictví, a soukromé parníky plavící se po rozsáhlém říčním systému. V roce 1829 stát Massachusetts připravil rozsáhlý plán. Pro pomoc soukromému sektoru při stavbě téměř všech železničních tratí v zemi byla klíčová vládní podpora, která spočívala zejména v poskytnutí podrobného seznamu důstojníků armádního sboru inženýrů, což byl v té době největší, ne-li jediný, zdroj expertů pro tuto činnost. Důstojníci armádního sboru inženýrů vybírali trasy, plánovali, navrhovali a konstruovali průjezdní práva, trať i další struktury a představili železničním společnostem armádní systém hlášení a rozdělení odpovědnosti. Více než každý desátý z 1 058 absolventů americké vojenské akademie ve West Point v letech 1802 až 1866 se stal hlavním inženýrem, pokladníkem, kontrolorem nebo vedoucím pracovníkem železničních společností. Mezi důstojníky armády, kteří pomáhali při stavbě a správě prvních amerických železnic, byli například Stephen Harriman Long, George Washington Whistler a Herman Haupt.
Vlády jednotlivých amerických států umožnily omezené výsostní právo týkající se pozemků, potřebných ke stavbě železnice a to i pokud s odkupem majitel nesouhlasil.

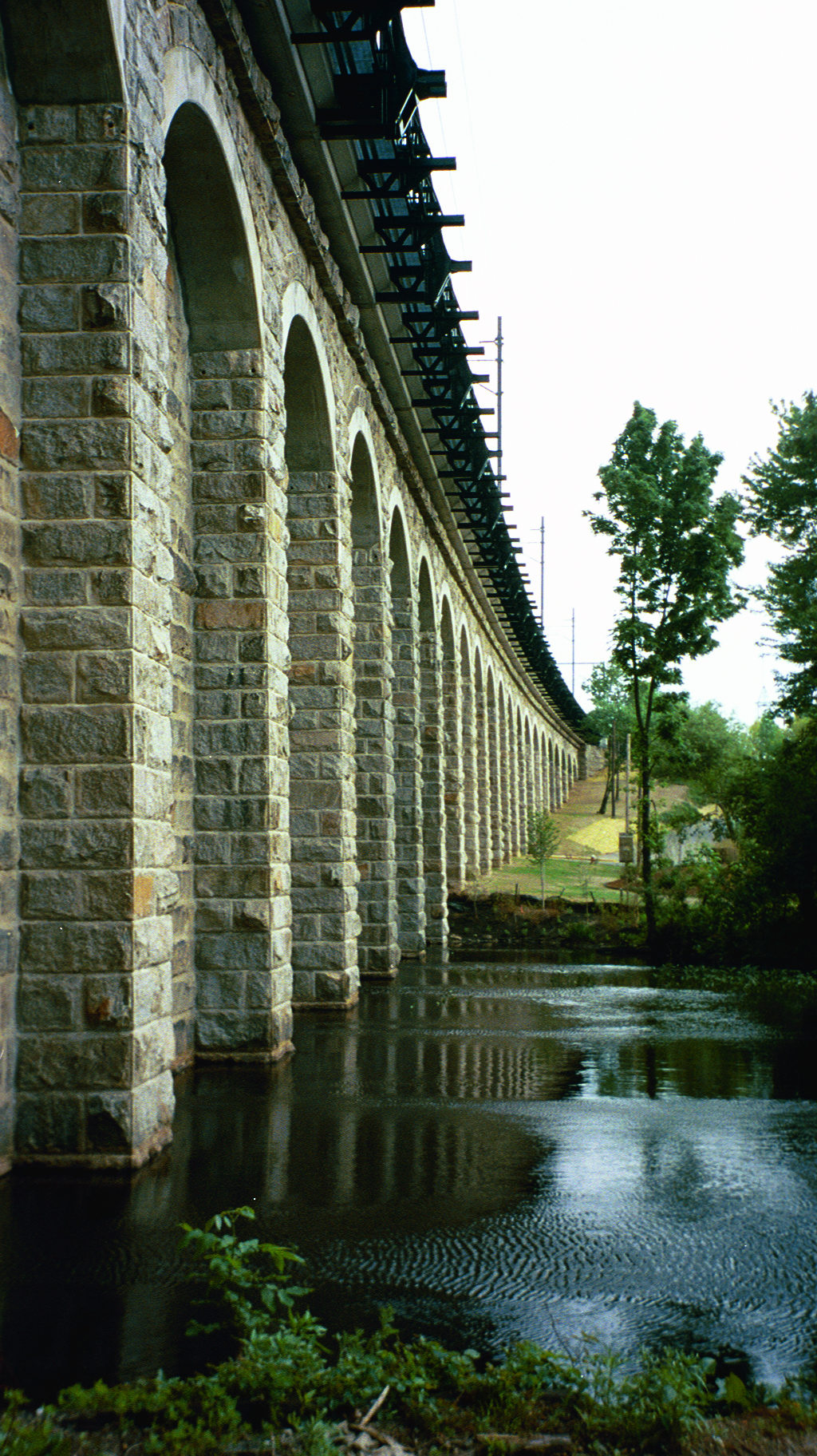
Viadukt u města Canton v Massachusetts, který se dodnes používá na severovýchodním koridoru byl postaven v roce 1834

První železnice, která přepravovala cestující na území dnešních spojených států zahájila dopravu v roce 1827. Tato trasa byla provozována železniční společností Lehigh Coal & Navigation Company Jednalo se o původně gravitační železnici určeno k dopravě antracitového uhlí z kopce do kanálu Lehigh a zpět nahoru pomocí tažné síly mul. Nicméně již v létě 1829, podle místních novin, pravidelně přepravovala cestující. Později byla přejmenována na Summit Hill & Mauch Chunk Railroad a do roku 1843 přibyla také první parní lokomotiva pro skutečný obousměrný provoz. Takto fungovala pro běžnou dopravu a jako turistická atrakce až do roku 1937. Díky stáří 111 let je uváděna jako první horská dráha na světě. Roku 1827 byla železniční společnost Baltimore and Ohio Railroad (B&O) byla najata v roce 1827 na stavbu parní železnice západně od města Baltimore v Marylandu k řece Ohio. Pravidelná nákladní doprava v první sekci trati byla zahájena 24. května 1830.
První účelově postavená železnice na severovýchodě USA byla železnice Mohawk & Hudson Railroad. Byla zapsána v roce 1826 a provoz zde započal v srpnu 1831. V červnu 1832 zahájila provoz druhá linka pro osobní dopravu - železnice Saratoga & Schenectady Railroad.
V 1835 dokončila společnost B&O větev z Baltimoru na jih k Washingtonu, DC. Roku 1831 byla zapsána společnost Boston a Providence Railroad za účelem výstavby železnice mezi Bostonem v Massachusetts a Providence na Rhode Islandu. Trasa byla dokončena v roce 1835 dokončením viaduktu ve městě Canton v Massachusetts.
Nespočet krátkých linek bylo vystavěno, obzvláště na jihu, za účelem poskytnutí spojení říčním lodím, které se v té době běžně používaly pro dopravu v říčním systému. V Louisianě byla roku 1831 dokončena Pontchartrain Rail-Road - trasa spojující řeku Mississippi s jezerem Pontchartrain v New Orleans dlouhá 8 km. V provozu byla více než sto let. V roce 1830 byla dokončena železnice Tuscumbia, Courtland a Decatur Railroad spojující města Decatur a Tuscumbia v Alabamě.
Brzy vznikly další trasy, které se postupnými sloučeními, prodeji a nákupy zformovaly do větších systémů. Camden a Amboy Railroad (C&A) - první železnice postavená v New Jersey byla dokončena v roce 1834 a jak název napovídá, propojovala města Camden a Amboy. C&A fungovala úspěšně po celá desetiletí, kdy propojovala New York City s údolím Delaware a nakonec se stala součástí železnice Pennsylvania Railroad.

### 1851–1900
Do roku 1850 bylo postaveno přes 14 000 km železničních tratí. Trasa B&O na západě dosáhla řeky Ohio v roce 1852. Stala se tak první východní pobřežní železnicí, která tak učinila. Železniční společnosti na severu spojených států a na středozápadě utvořily sítě, které do roku 1860 propojily téměř každé hlavní město.

#### Transkontinentální železnice

Oslava při setkání dvou částí železnice u města Promontory v Utahu, květen 1869

První transkontinentální železnice v USA byla postavena napříč Severní Amerikou v 60. letech 19. století a spojovala železniční síť východu USA s Kalifornií na tichomořském pobřeží. Byla dokončena 10. května 1869 na události nazvané Golden Spike (česky Zlatý hřeb) v oblasti Promontory Summit v Utahu. Dokončení této trasy vytvořilo mezinárodní mechanizovanou dopravní síť a umožnilo rozvoj ekonomiky amerického západu a přechod z karavan vozů k moderním přepravním systémům. I přesto se však nejednalo o nejdelší železnici na světe, jelikož již k roku 1867 měla kanadská Grand Trunk Railway (GTR) souhrnnou délku tratí více než 2055 km.
První transkontinentální železnice, která byla schválena roku 1862 a silně podporována federální vládou, byla vyvrcholením desetiletí trvajícího snah o vybudování takové trasy a byla jedním z vrcholných úspěchů prezidentského úřadu Abrahama Lincolna. Dokončila byla čtyři roky po jeho smrti. Stavba železnice vyžadovala enormní výkony v oblasti inženýrství a organizace. Stavbou byly pověřeny společnosti Union Pacific Railroad (UP) a Central Pacific Railroad, dva federálně založené podniky, které stavěly ze západu a z východu. Náležitou motivací k vybudování železnice byly i snahy o spojení Unie během americké občanské války. Transkontinentální železnice podstatně urychlila osídlení západu usedlostmi, což vedlo k rychlé kultivaci nových zemědělských pozemků. Společnosti Central Pacific a Southern Pacifik Railroad pracovaly společně a oficiálně se roku 1885 spojily. Union Pacific v roce 1901 koupil společnost Southern Pacific, nicméně ji musel roku 1913 prodat, aby ji nakonec roku 1996 opět převzal.
Velká část původního kolejového svršku je dodnes používána a je v majetku UP, která je následovníkem obou původních stavitelů transkontinentální železnice.

#### Výběr rozchodu kolejí

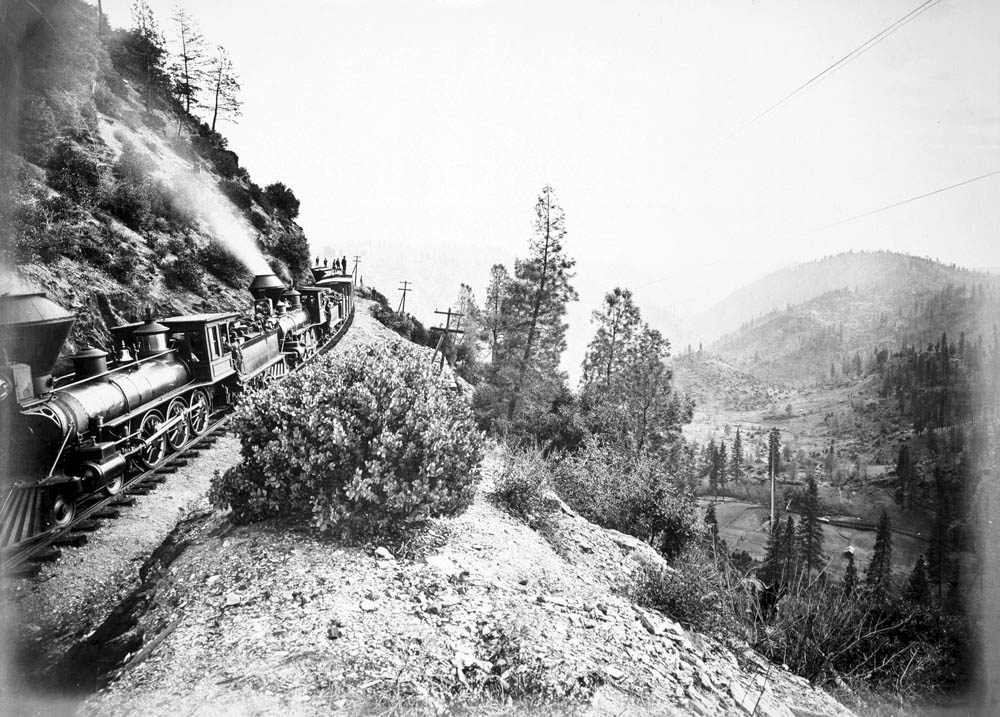
Železnice Central Pacific Railroad na Cape Horn, cca 1880

Původně používaly všechny americké a kanadské železnice různé rozchody kolejí, nicméně většina byla do roku 1886 převedena na 1435 mm. Díky standardizaci rozchodu a systému vzduchových brzd bylo umožněny vzájemné výměny lokomotiv a vozů.

#### Dopad železnice na ekonomiku
|                           | 1850  | 1860   | 1870   | 1880   | 1890    |
| ------------------------- | ----- | ------ | ------ | ------ | ------- |
| Nová Anglie               | 2 507 | 3,660  | 4,494  | 5,982  | 6,831   |
| Střední státy             | 3,202 | 6,705  | 10 964 | 15,872 | 21,536  |
| Jižní státy               | 2,036 | 8,838  | 11,192 | 14,778 | 29,209  |
| Západní státy a území     | 1,276 | 11 400 | 24 587 | 52 589 | 62,394  |
| Tichomořské státy a území |       | 23     | 1,677  | 4,080  | 9,804   |
| Celkem                    | 9,021 | 30,626 | 52,914 | 93,301 | 129,774 |

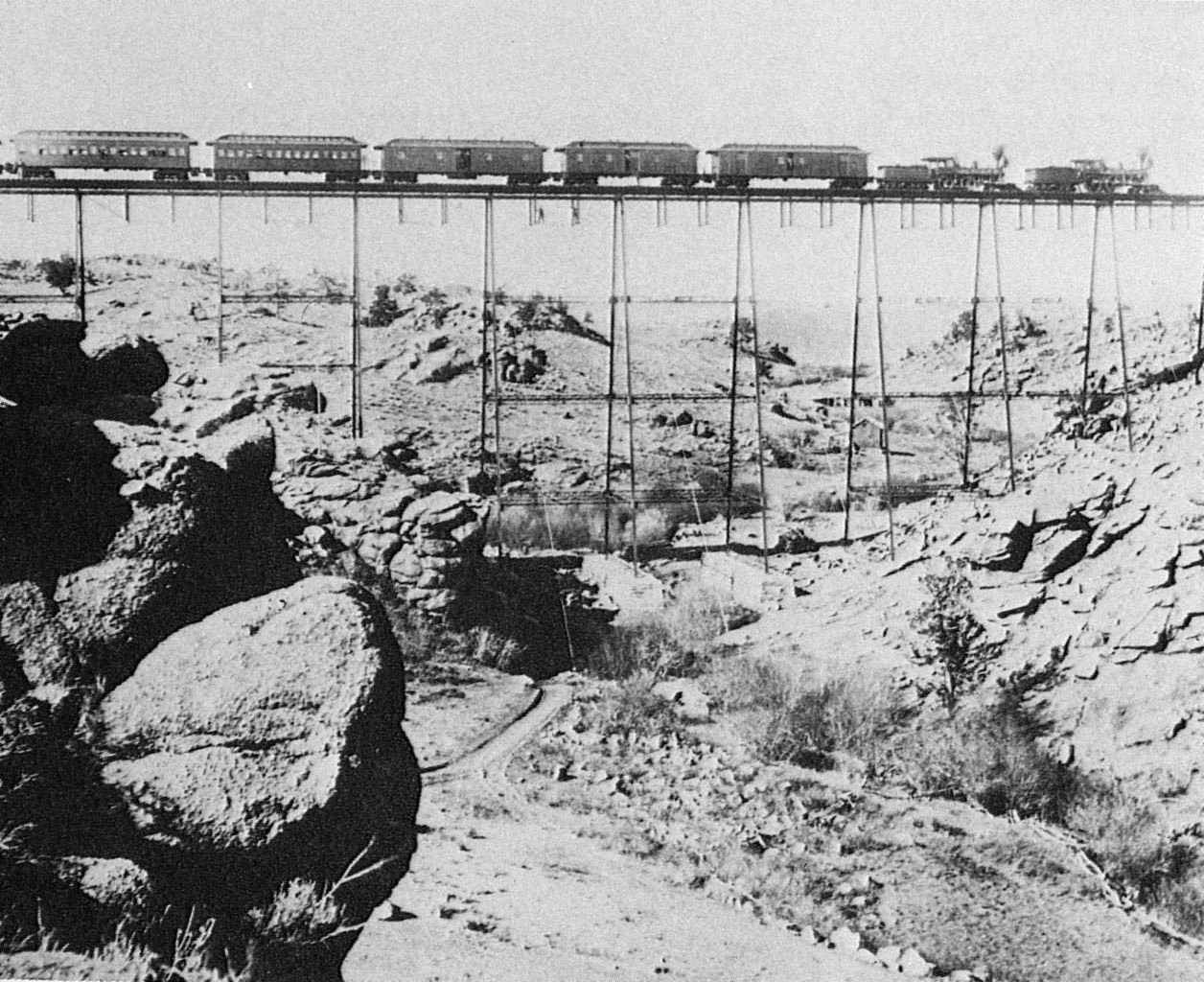
Vlak projíždějící po železném viaduktu Dale Creek ve Wyomingu, cca 1860

Železnice měla největší vliv na americký dopravní systém během druhé poloviny 19. století. Rozvoj železnice je považován za stěžejní pro vývoj národního trhu ve Spojených státech a sloužil jako model demonstrující, jak organizovat, financovat a řídit velkou společnost.

#### Monopol, antimonopolní zákon a regulace
Průmyslníci jako Cornelius Vanderbilt a Jay Gould se stali bohatými díky vlastnictví železnic, když velké železniční společnosti, jako je New York Central, Grand Trunk Railway a Southern Pacific, protnuly několik států. V odezvě na monopolistické praktiky (jako například cenové dohody) a jiné excesy některých železnic a jejich vlastníků, kongres vytvořil v roce 1887 obchodní komisi Interstate Commerce Commission (ICC). ICC nepřímo kontrolovala obchodní aktivity železnic vydáváním rozsáhlých předpisů. Kongres také zavedl antimonopolní zákony, aby zabránil železničním monopolům, počínaje Shermanovým antimonopolním zákonem v roce 1890.

### 1901–1970
Většina hlavních železnic soustředila své úsilí na přepravu nákladu a cestujících na velké vzdálenosti. Mnohé z nich však provozovaly také příměstské služby poblíž velkých měst, které mohly být obsluhovány také tramvajemi nebo meziměstskými linkami. Meziměstské tramvaje byly téměř výlučně severoamerický koncept, který se spoléhal pouze na osobní dopravu. Vlivem velké hospodářské krize v roce 1929 velká většina meziměstských linek zkrachovala a byla zrušena a tím bylo spoustu měst ponecháno bez meziměstské a příměstské dopravy. Výjimkou jsou pouze největší města, jako například New York City, Chicago, Boston a Philadelphia, ve kterých příměstská doprava zůstala zachována. Hlavní linky osobní dopravy byly vlajkovými "loděmi" společností a zahrnovaly například několikadenní cesty luxusními vlaky připomínající hotely. Tyto linky avšak nemohly soupeřit s nástupem leteckých linek v 50. letech 20. století. Venkovské oblasti byly obsluhovány pomalými vlaky ne více než dvakrát za den. Tyto linky přežily až do 60. let 20. století, jelikož byly na stejných vlacích taženy i poštovní vozy, ve kterých byla během cesty tříděna pošta a které byly placeny poštovním úřadem. Tyto poštovní vozy byly zrušeny s příchodem mechanizovaného třídění pošty.

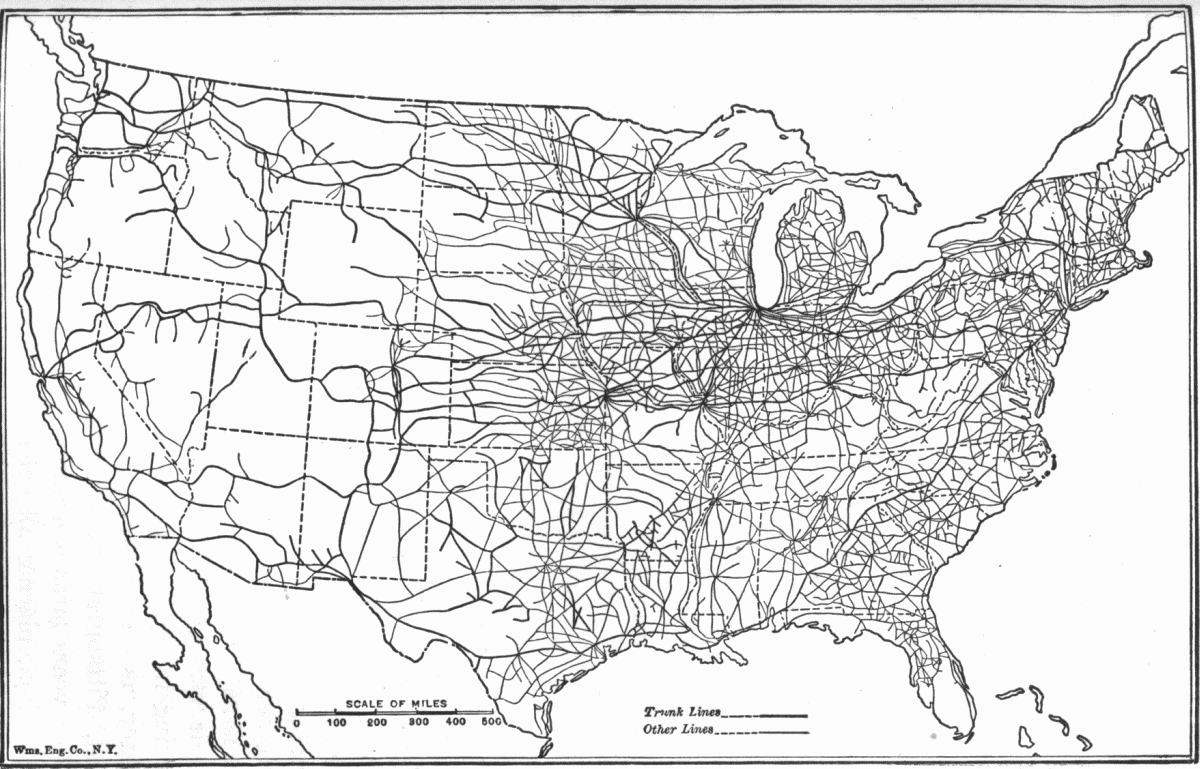
Železnice Spojených států v roce 1918.

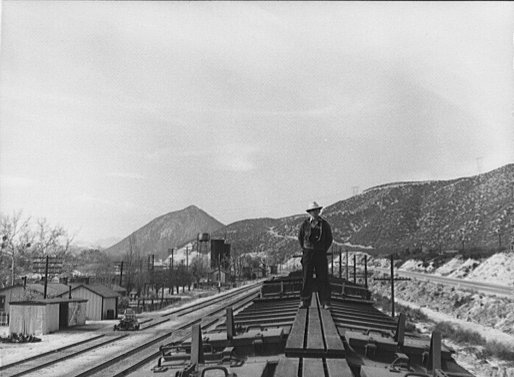
Nákladní vlak společnosti Atchison, Topeka and Santa Fe Railway stojí v Cajonu v Kalifornii v březnu 1943, aby zchladil své brzdové zařízení po sestupu do Cajonského průsmyku.

Již ve 30. letech 20. století začalo automobilové cestování přebírat cestující z osobního železničního trhu, ale byl to rozvoj mezistátního dálničního systému v 50. a 60. letech 20. století a komerčního letectví a stále více omezující regulace, které způsobily největší škody osobní i nákladní železniční dopravě. General Motors a další byly usvědčeni z úmyslného zlikvidování tramvajového průmyslu pomocí monopolistických technik. Tento čin je označován jako Great American Streetcar Scandal - Velký americký tramvajový skandál.
Brzy byl jediným důvodem provozu osobních železničních linek zákonná povinnost. Mezitím začaly společnosti, které zajímalo pouze využití železnice pro ziskovou nákladní dopravu, hledat způsoby. jak se této zákonné povinnosti zbavit. Vlivem toho to vypadalo, že osobní železniční doprava ve Spojených státech zanikne, možná pouze s výjimkou několika vysoce vytížených koridorů. Poslední rána pro osobní železniční dopravu přišla v 60. letech spolu se zrušením železničních pošt. Dne 1. května 1971 převzal veškerou (až na několik výjimek) meziměstskou osobní železniční dopravu federálně financovaný podnik Amtrak. Ze systému Amtrak se rozhodla být vynechána společnost Rio Grande se svou linkou z Denveru do Ogdenu a Southern Railway s linkou z Washingtonu, D.C. do New Orleans. Ze systému byly vynechány také dvě mezistátní linky společnosti Rock Island, které byly příliš vzdáleny od zbytku systému, aby do něj mohly být zařazeny.
Nákladní doprava pokračovala v provozu podle předpisů vyvinutých, když železniční doprava měla monopol na meziměstský provoz a železnice si konkurovaly pouze navzájem. Celá generace železničních manažerů byla vyškolena, aby fungovala v tomto regulovaném režimu. Odborové svazy a jejich pracovní pravidla byly také velkou překážkou ve změně. Nadměrná regulace, řízení a odbory vytvořily „železný trojúhelník“ stagnace. Zejména hustá železniční síť na severovýchodě USA potřebovala radikální změny, jako například odstranění nepoužívaných částí trasy a konsolidaci. Velkolepě neúspěšným začátkem byla v roce 1968 formace Penn Central a následný bankrot sotva o dva roky později.

### 1970 – současnost

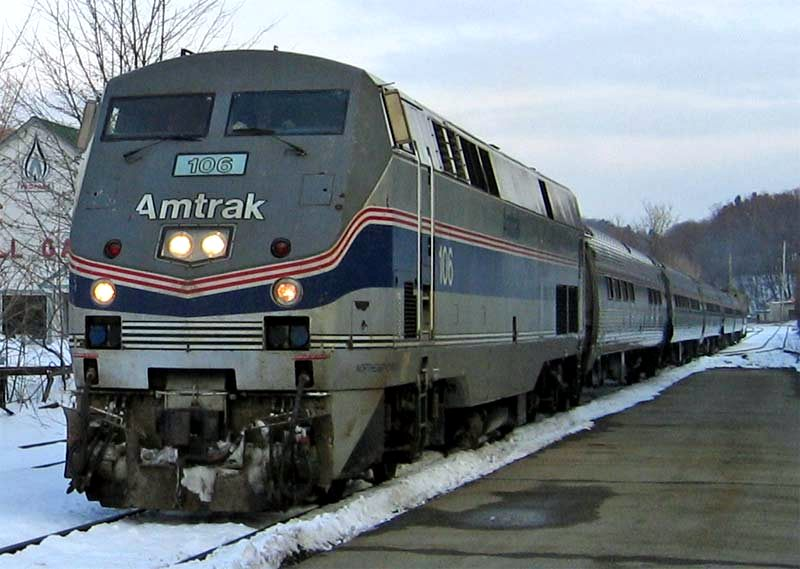
Vlak Amtrak ve stanici Brattleboro ve Vermontu

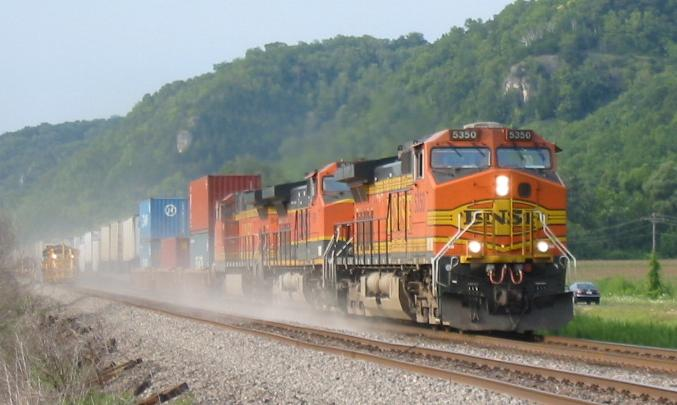
Vlak BNSF Railway ve Wisconsinu

Historicky, na trasách, na nichž má jediná železnice nesporný monopol, byla osobní doprava tak strohá a nákladná jak to jen trh a regulace ICC umožnily, protože takové železnice nepotřebovaly propagovat své nákladní služby. Na trasách, kde byly dvě nebo tři železnice v přímém konkurenčním vztahu s nákladní dopravou, by však takové železnice neváhaly investovat do toho, aby byly jejich osobní vlaky byly co nejrychlejší, nejluxusnější a cenově dostupné, protože to bylo považováno za nejúčinnější způsob, jak propagovat své výhodné nákladní služby.
V roce 1967 bylo založeno National Association of Railroad Passengers (Národní sdružení železničních cestujících - NARP) k lobování za zachováním osobní železniční dopravy. Bohužel úsilí tohoto sdružení bylo z velké části omezeno opozicí demokratické strany, která byla proti jakýmkoliv dotacím do soukromého železničního sektoru a republikánskou stranou vůči znárodnění železničního průmyslu. Zastáncům nakonec pomohl především fakt, že jen málokdo ve federální vládě chtěl být zodpovědný za zdánlivě nevyhnutelný zánik osobní železniční dopravy, jelikož to bylo považováno za politickou sebevraždu. Urgentní potřeba vyřešení problému s osobní dopravou byla podpořena krachem Penn Central, dominantní železniční společnosti na severovýchodě USA dne 21. června 1970.
Podle zákona o železniční osobní dopravě (Rail Passenger Service Act) z roku 1970, vytvořil kongres národní železniční osobní společnost (National Railroad Passenger Corporation - NRPC), aby dotovala a dohlížela na provoz meziměstských osobních vlaků. Tento zákon stanovil následující:
- Každá železniční společnost provozující meziměstskou osobní dopravu může uzavřít smlouvu s NRPC, čímž se připojí k národnímu systému.
- Cena odkupu do systému je vypočítána podle vzorce zohledňující nedávný úbytek cestujících na meziměstských. Kupní cena může být uhrazena v hotovosti, nebo pomocí železničních vozidel. Výměnou obdržela každá společnost standardní Amtrak vozidla.
- Každá zúčastněná železnice byla po květnu 1971 osvobozena od povinnosti provozovat meziměstskou osobní dopravu, s výjimkou služeb vybraných ministerstvem dopravy jako součásti „základního systému“ služeb a zaplacených NRPC s využitím vlastních federálních fondů.
- Železnice, které se rozhodly nepřipojit k systému Amtrak, musely pokračovat v provozování své stávající osobní dopravy až do roku 1975 a od té doby musely pokračovat v obvyklém schvalovacím procesu ICC pro jakékoli přerušení nebo změnu služby.

Původní pracovní obchodní značkou pro NRPC byla Railpax, která však byla nakonec změněna na Amtrak . V té době se spousta zasvěcených domnívalo, že NRPC je pouze způsob, jak si zachovat vlastní tvář a poskytnout veřejnosti požadované služby osobní železniční dopravy, ale že nakonec NRPC do pár let stejně tiše zmizí, tak jak bude veřejný zájem ustupovat. Přestože byla politická i finanční podpora Amtraku často nejistá, umožnila tomuto systému přežít až do 21. století.
Obdobně, aby byl zachován klesající zájem o nákladní železniční dopravu, schválil kongres zákon o regionální železniční reorganizaci z roku 1973 (Regional Rail Reorganization Act of 1973, někdy nazývaný „zákon 3R“). Tento zákon byl pokusem zachránit životaschopné nákladní železniční linky z bankrotujícího Penn Central a dalších linek v severovýchodních, středoatlantických a středozápadních regionech. Zákon vytvořil společnost Consolidated Rail Corporation (Conrail), vládní korporaci, která začala fungovat v roce 1976. Další zákon, zákon o revitalizaci železnic a regulační reformě (Railroad Revitalization and Regulatory Reform Act) z roku 1976 (dále jen „zákon 4R“), poskytoval více specifikací pro akvizice Conrailu a připravil půdu pro komplexnější deregulaci železničního průmyslu. Části společností Penn Central, Erie Lackawanna, Reading Railroad, Ann Arbor Railroad, Central Railroad v New Jersey, Lehigh Valley a Lehigh a Hudson River byly sloučeny do Conrail.
Nákladní průmysl pokračoval ve svém poklesu, dokud kongresem v roce 1980 neprošel Staggerův zákon o železnici (Staggers Rail Act), který do značné míry dereguloval železniční průmysl. Od té doby se americké nákladní železnice reorganizovaly, ukončily své málo používané trasy a vrátily se k ziskovosti. :s.245–252

## Nákladní železnice
Nákladní železnice hrají v americké ekonomice důležitou roli, zejména z důvodu importu a exportu pomocí kontejnerů a kvůli přepravě uhlí a ropy. Podle britského zpravodajského časopisu The Economist „jsou v oboru všeobecně uznáváni jako nejlepší na světě“. Produktivita vzrostla mezi lety 1981 a 2000 o 172 %, zatímco sazby se po zohlednění inflace snížily o 55 %. Podíl železnice na americkém trhu nákladní dopravy vzrostl na 43%, nejvyšší ze všech bohatých zemí.
Americké železnice stále hrají hlavní roli v národní nákladní dopravě. Do roku 1975 přepravily 1200 miliard tunokilometrů, což se v roce 2005 zdvojnásobilo na 2,4 bilionu tunokilometrů. V 50. letech 20. století se USA a Evropa přepravily zhruba stejné procento nákladní dopravy po železnici avšak do roku 2000 činil podíl železniční nákladní dopravy v USA 38%, zatímco v Evropě pouze 8% nákladní dopravy. V roce 2000, zatímco americké vlaky přepravily náklad 3686 miliard tunokilometrů, Evropská unie s 15 členskými státy přepravila pouze 489 miliard tunokilometrů nákladu. V roce 2018 měla americká železniční nákladní doprava energetickou účinnost dopravy 473 mil na galon (201 km na litr) paliva na tunu nákladu.

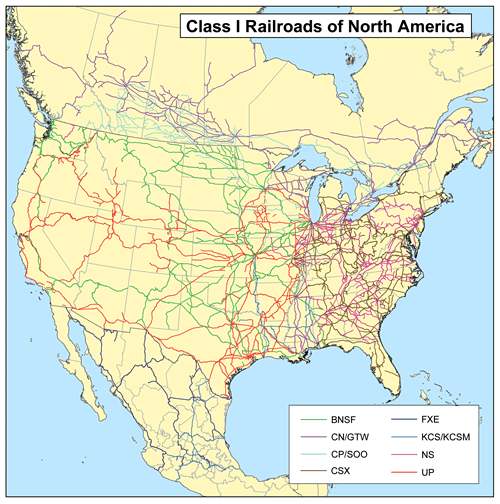
Mapa severoamerických železnic I. třídy

Americké nákladní železnice jsou rozděleny do tří tříd, stanovených Radou pro povrchovou dopravu (Surface Transportation Board), na základě ročních příjmů:
- Třída I pro nákladní železnice s ročními provozními příjmy nad 346,8 milionu USD. V roce 1900 existovalo 132 železnic I. třídy. Dnes, v důsledku fúzí, bankrotů a velkých změn v regulační definici „třídy I“, existuje ve Spojených státech pouze sedm železnic, které splňují kritéria pro třídu I.
- Třída II pro nákladní železnice s příjmy mezi 27,8 milionu USD a 346,7 milionu USD.
- Třída III pro všechny ostatní nákladní železniční dopravce s nižšími příjmy.

V roce 2013 USA přesunuly více ropy ze Severní Dakoty po železnici než ropovodem Trans-Aljaška. Předpokládá se, že se tento trend zvýší desetkrát do dvou let a 40krát do pět let .

## Osobní železnice

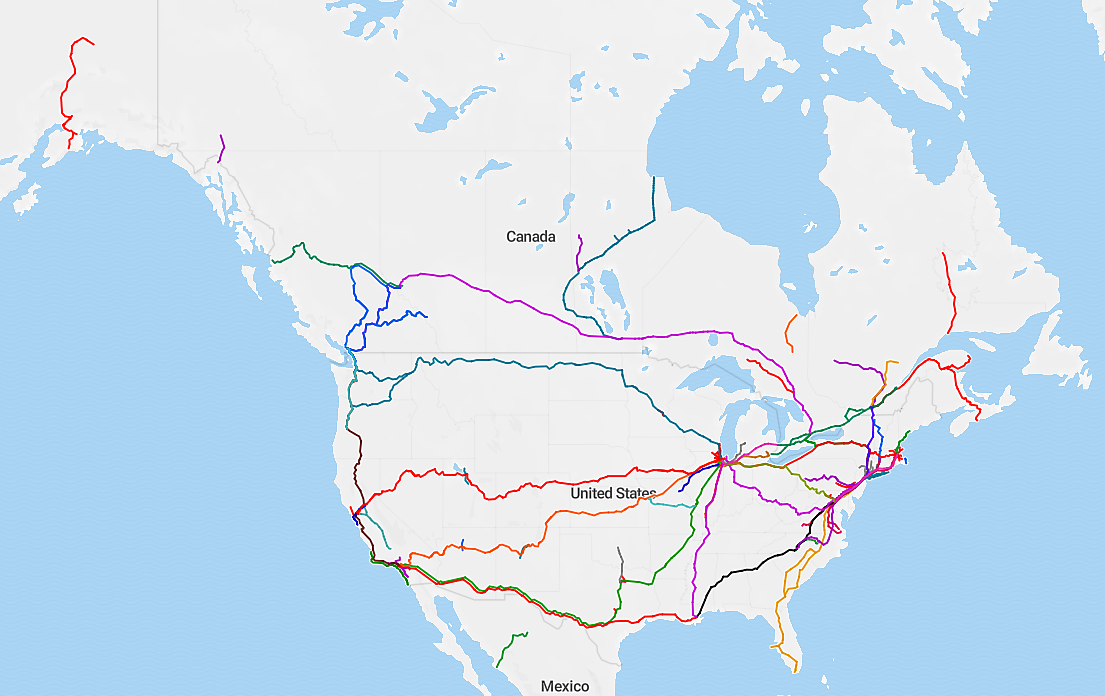
Osobní vlaky v Severní Americe

Jedinou dálkovou meziměstskou osobní železniční společností v kontinentálních Spojených státech je Amtrak, ačkoli společnost Virgin Trains USA poskytuje regionální meziměstskou dopravu na Floridě. Systémy příměstské železnice existují ve více než tuctu metropolitních oblastí, ale tyto systémy nejsou výrazně propojeny, takže nelze použít jen příměstské železnice k cestování na delší vzdálenosti. Příměstské systémy byly navrženy v dalších přibližně dvou tuctech měst, ale správní překážky místních samospráv a také dopady globální finanční krize v letech 2007–2012 odsunuly obecně tyto projekty dále do budoucnosti. Nejvíce pozoruhodnou a zjevnou výjimkou z obecného nedostatku osobní železniční dopravy v USA je severovýchodní koridor mezi Washingtonem, Baltimorem, Filadelfií, New York City a Bostonem, s významnými zastávkami v Connecticutu a Massachusetts. Tento koridor zajišťuje dopravu jak vlaků systému Amtrak, tak i příměstské dopravy. Město New York je samo o sobě pozoruhodné pro vysoké využití osobní železniční dopravy a to jak metra, tak i příměstské dopravy (Long Island Rail Road, Metro-North Railroad, New Jersey Transit). Systém metra používá jedna třetina všech uživatelů hromadné dopravy v USA. Mezi další města s významnou osobní železniční infrastrukturou patří Boston a jeho systém MBTA, Filadelfie se systémem SEPTA a systém nadzemního metra v Chicagu.
Od roku 2018 je na jižní Floridě rovněž provozována soukromá meziměstská osobní železniční doprava s rozvojem dalších tras. Virgin Trains USA je vysokorychlostní železniční vlak provozovaný společností All Aboard Florida. Ta začala službu provozovat v lednu 2018 mezi Fort Lauderdale a West Palm Beach. V květnu 2018 byla prodloužena k Miami a do roku 2022 je plánováno rozšíření na mezinárodní letiště Orlando. Virgin Trains USA také navrhla další rozšíření své služby z Orlanda do Tampy přes Walt Disney World a vysokorychlostní železniční dopravu z Victorville v Kalifornii do Las Vegas. Kromě toho, Texas Central Railway v současné době vyvíjí plány na navrhovanou vysokorychlostní železniční trať na zelené louce pomocí japonských vlaků Shinkansen mezi Dallasem a Houstonem, u nichž se očekává zahájení výstavby v roce 2020 a zahájení provozu začátkem roku 2026.

### Seznam projektů vysokorychlostní železnice v USA
| Trasa                                                                                      | Populární název             | Obsluhované státy                                                                                                | Mapa trasy | Stav |
| ------------------------------------------------------------------------------------------ | --------------------------- | --- | ---------- | --- |
| Boston - Providence - New York City - Newark - Filadelfie - Baltimore - Washington, D.C.): | Severovýchodní koridor      | Massachusetts, Rhode Island, Connecticut, New York, New Jersey, Pensylvánie, Delaware, Maryland, Washington, D.C |            | Páteř americké železniční dopravy mezi Bostonem, New Yorkem a Washingtonem, prochází postupnou modernizací. Probíhá elektrifikace, zvyšování nástupišť a zlepšení infrastruktury s cílem zrychlit spojení a zkrátit jízdní dobu mezi Bostonem a Washingtonem na přibližně čtyři hodiny. Projekt čelí politickým tlakům a změnám ve vedení Amtraku, ale díky federální podpoře a novému investičnímu plánu má šanci stát se skutečně vysokorychlostní tratí. Amtrak plánuje na jaře 2025 nasadit nové vysokorychlostní vlaky Avelia Liberty, které nahradí stávající flotilu Acela. Tyto soupravy, vyrobené společností Alstom, nabídnou vyšší kapacitu, moderní vybavení a maximální provozní rychlost až 257 km/h. |
| New York City - Albany - Buffalo                                                           |                             | New York |            | V roce 2023 rozhodnuto o snížení rychlosti a projekt již není považován za vysokorychlostní. |
| New York City - Montréal                                                                   |                             | New York, Québec                                                                                                 |            | Kvůli problematickému prostupu Adirondackým pohořím v roce 2004 odložen, přednost dostalo nízkorychlostní spojení přes Albany. |
| Filadelfie – Harrisburg - Pittsburgh                                                       |                             | Pensylvánie |            | Od roku 2014 odstraněno úrovňové křížení, v současnosti již nepovažován za vysokorychlostní. |
| Washington, D.C. - Richmond - Raleigh - Charlotte - Atlanta - Jacksonville                 | Jihovýchodní koridor        | Washington, D.C., Virginie, Severní Karolína, Jižní Karolína, Georgie, Florida                                   |            | V roce 2021 byla dokončena první fáze environmentální studie (Tier 1 Environmental Impact Statement), která identifikovala preferovanou trasu známou jako „Greenfield Corridor“. Tato trasa by měla umožnit rychlosti až 220 mph (přibližně 354 km/h) a spojit centra Charlotte a Atlanty. V prosinci 2023 byl projekt zařazen do federálního programu (Corridor ID), který poskytuje finanční prostředky na další plánování a rozvoj. V rámci tohoto programu obdržel projekt grant ve výši 500 000 USD na vypracování plánu služeb (Service Development Plan), který bude zahrnovat podrobnosti o trase, stanicích, technologiích a odhadovaných nákladech. |
| Eugene - Portland - Seattle - Vancouver                                                    | Severozápadní koridor       | Oregon, Washington, Britská Kolumbie                                                                             |            | K květnu 2025 je projekt ve fázi pokročilého plánování. V prosinci 2024 získalo Ministerstvo dopravy státu Washington (WSDOT) federální grant ve výši 49,7 milionu dolarů na vypracování plánu rozvoje služeb (Service Development Plan) v rámci programu Corridor Identification and Development (CID) Federální železniční správy (FRA). Tento grant je doplněn státními prostředky ve výši 5,5 milionu dolarů. Plánování zahrnuje technické studie, analýzy tras, odhady poptávky a environmentální posouzení. Projekt je integrován s hlavním plánem dálnice I-5, což umožňuje komplexní přístup k dopravní infrastruktuře v regionu. Jedním z významných podporovatelů projektu je společnost Microsoft miliardáře Billa Gatese. V současné době je zde provozována linka Cascades společnosti Amtrak. |
| San Francisco - Merced – Bakersfield – Los Angeles - Anaheim                               | CAHSR                       | Kalifornie |            | První rozestavěný americký koridor považovaný za skutečně vysokorychlostní (plánováno 350 km/h). Plánování zahájeno již v roce 2008 prohlášením tehdejšího guvernéra Arnolda Schwarzeneggera s plánem otevřít celý koridor do roku 2020 a následně plánovat prodloužení do měst Sacramento a San Diego. K dubnu 2025 je projekt ve fázi aktivní výstavby 119 mil dlouhého úseku v Centrálním údolí mezi Mercedem a Bakersfieldem. Z tohoto úseku je připraveno k pokládce kolejí pouze 22 mil, přičemž samotná pokládka kolejí by měla začít v příštím roce. Projekt čelí značným finančním výzvám, včetně nárůstu nákladů na více než 100 miliard dolarů a hrozbě ztráty 4 miliard dolarů ve federálním financování kvůli kritice a vyšetřování ze strany Trumpovy administrativy. Byl prohlášen za největší infrastrukturní neúspěch v americké historii a podobně jako britská HS2 mezi Londýnem, Birminghamem a Crewe představuje významný argument proti výstavbě vysokorychlostních tratí. Nový generální ředitel Ian Choudri usiluje o získání soukromých investic. |
| Las Vegas – Apple Valley – Rancho Cucamonga                                                | Brightline West             | Nevada, Kalifornie                                                                                               |            | Stavební práce byly zahájeny v dubnu 2024 a očekává se, že potrvají přibližně čtyři roky, přičemž spuštění provozu je plánováno na rok 2028. Projekt obdržel federální grant ve výši 3 miliard dolarů a plánuje získat další prostředky prostřednictvím prodeje dluhopisů a soukromých investic. Trasa o délce 218 mil bude využívat středový pás dálnice Interstate 15 a nabídne cestujícím plně elektrické vlaky s nulovými emisemi, schopné dosahovat rychlosti až 250 km/h, čímž se doba cesty mezi Las Vegas a jižní Kalifornií zkrátí na přibližně 2 hodiny a 10 minut. Soukromým investorem je miliardář Wes Edens, který v Las Vegas plánuje vybudování nové čtvrti a fotbalového stadionu pro MLS, které budou náležet k nádraží. V Rancho Cucamonga je zase naplánováno propojení s Mezinárodním letištěm Ontario (původně plánováno jako loop společnosti The Boring Company, která se z projektu po sérii vlastních neúspěchů stáhla) a koridorem společnosti Metrolink. Vlaky založené na modelu Velaro Novo dodá společnost Siemens.                         |
| Fort Worth - Dallas - Houston                                                              | Texas Central               | Texas |            | Plán zrušen druhou administrativou Donalda Trumpa v dubnu 2025. |
| Tampa – Orlando - Miami                                                                    |                             | Florida |            | Vybudováno v roce 2018 jako nízkorychlostní koridor mezi Orlandem a Miami provozovaný společností Brightline mezi letištěm Orlando a centrem Miami. Pro masivní úspěch plánováno prodloužení do Tampy přes Disney Springs a uvažováno prodloužení do Jacksonville. Na trati jsou provozovány vlaky založené na modelu Siemens Viaggio. |
| Chicago – Milwaukee – Madison – Minneapolis – Saint Paul                                   | Midwest High Speed Rail     | Illinois, Wisconsin, Minnesota                                                                                   |            | V květnu 2024 byla spuštěna nová denní linka Amtraku s názvem Borealis, která spojuje Chicago, Milwaukee a St. Paul. Tato linka zaznamenala za první rok provozu více než 205 800 cestujících, což překonalo očekávání a naznačuje silnou poptávku po železniční dopravě v tomto koridoru. Illinois High-Speed Railway Commission pokračuje ve výběru trasy a přípravě zprávy, která bude obsahovat možnosti výstavby nové vysokorychlostní tratě. Tato zpráva bude předložena guvernérovi a zákonodárcům k rozhodnutí o dalším financování a realizaci projektu. Konkrétní harmonogram výstavby vysokorychlostní železnice mezi Chicagem a Minneapolis není stanoven. |
| Chicago – Springfield – St. Louis                                                          | Illinois High-Speed Railway | Illinois, Missouri                                                                                               |            | V roce 2023 vylepšen tak, že vlaky mohou dosahovat až 180 km/h. Illinois High-Speed Railway Commission zahájila studii proveditelnosti pro výstavbu nové vysokorychlostní tratě mezi Chicagem a St. Louis, která by umožnila rychlosti až 350 km/h. Studie zkoumá různé trasy, včetně variant přes Champaign-Urbana, Decatur, Peoria a Joliet, a zvažuje využití stávajících koridorů, dálnic nebo zcela nových tras. Cílem je zkrátit dobu jízdy mezi oběma městy na přibližně 2 hodiny. V současné době zde Amtrak provozuje linku Lincoln. |
| Chicago – Gary – Lafayette - Indianapolis - Cincinnati                                     |                             | Illinois, Indiana, Ohio                                                                                          |            | Illinois High-Speed Railway Commission pracuje na studii proveditelnosti, která má být dokončena počátkem roku 2026. Tato studie se zaměřuje na možné trasy, správní struktury a přínosy projektu, přičemž stát Illinois financuje 100 % nákladů na tuto fázi. Současná infrastruktura na trase mezi Chicagem a Indianapolisem je převážně jednokolejná a sdílí ji nákladní doprava, což omezuje rychlost a spolehlivost osobních vlaků. |

### Typy vozů
Základní konstrukce osobního vozu byla standardizována do roku 1870. Do roku 1900 byly hlavními typy vozů: zavazadlové, velkoprostorové, kombinované, restaurační, vozy s vyhlídkovou kupolí, salónní, soukromé, poštovní (RPO) a lůžkové.

## Značení kolejových vozidel
Každé kolejové vozidlo provozované v severoamerické dopravě je povinno nést standardizovaný soubor značení . Značky se skládají ze dvou až čtyřmístného kódu identifikujícího majitele vozidla doplněného identifikačním číslem a informacemi o kapacitě zařízení a hmotnosti (nezatížené). Značky, jejichž kódy končí X (např. TTGX), se používají na zařízeních vlastněných subjekty, které samy o sobě nejsou běžnými železnicemi dopravci . Značky, jejichž kódy končí U, se používají na kontejnerech přepravovaných v intermodální dopravě a značky, jejichž kódy končí Z, se používají u vozů přepravovaných v intermodální dopravě podle normy ISO 6346. Většina nákladních vozidel má automatickou identifikaci transpondérů RFID .
Pro železnice provozované ve Spojených státech jsou obvykle vyhrazeny jedno až čtyřmístné identifikační čísla pro poháněná zařízení, jako jsou dieselové lokomotivy a šestimístná identifikační čísla pro zařízení bez pohonu. Neexistují žádná závazná pravidla pro způsob číslování. Každá společnost si udržuje vlastní systém číslování svých vozidel.

## Železniční spojení se sousedními zeměmi
- Kanada – ano – Stejný rozchod (1,435 mm)
- Kanada – ano – Stejný rozchod (914 mm) - White Pass and Yukon Route
- Mexiko – ano – Stejný rozchod

## Regulace
Federální regulace železnic probíhá především prostřednictvím Ministerstva dopravy Spojených států, zejména pak Federální železniční správou, která reguluje bezpečnost a rady pro povrchovou dopravu, která reguluje sazby, služby, výstavbu, vstup a opouštění železničních tratí, fúze dopravců a výměny dopravy mezi dopravci.
Železnice jsou také regulovány jednotlivými státy, například prostřednictvím.